# Karikatuur
Een karikatuur is een humoristische voorstelling van een persoon, een situatie of bijvoorbeeld gedrag, waarbij de meest kenmerkende trekken sterk worden overdreven. Ze kunnen zowel ter amusement of ter belediging zijn bedoeld. Karikaturen worden vaak met cartoons geassocieerd, maar komen ook in het poppenspel en het theater en als typetjes voor. Een satire of hekeldicht is er een voorbeeld van, het is een kunstvorm waarbij op humoristische wijze maatschappijkritiek wordt gegeven.

## Geschiedenis van de karikatuur
Al in de Oudheid werden karikaturen getekend, meestal als artistieke creatie en een enkele keer ook als politieke of maatschappelijke boodschap. In de Renaissance zocht Leonardo da Vinci misvormde mensen op om hen te kunnen tekenen en hun groteske trekken weer te geven. Het schilderij De kruisdraging, tot voor kort aan Jheronimus Bosch toegeschreven, is een vroeg voorbeeld van karikatuurtekenen. In beide gevallen zijn de karikaturale hoofden echter nog redelijk realistisch getekend en bevinden ze zich op de grens van de totale karikatuur.
In de tweede helft van de 18e eeuw en vroege 19e eeuw werd karikaturen tekenen populair, mede dankzij de ruime verspreiding van goedkope kranten en weekbladen. Cartoonisten beeldden toen politici op satirische wijze af. Bekende cartoonisten uit deze periode zijn onder meer William Hogarth, George Cruikshank, Thomas Rowlandson en James Gillray. Honoré Daumier kan beschouwd worden als de vader van de karikatuur. Tijdens zijn leven maakte hij meer dan 4000 lithografieën, waarvan de meeste karikaturen waren met als onderwerp het politieke, sociale en dagelijkse leven. Ze werden gepubliceerd in een aantal Franse dagbladen, onder andere in Le Charivari en La Caricature.
In de 20e en 21e eeuw werd de traditie in ere gehouden door karikaturisten zoals David Levine, Al Hirschfeld, Marc Sleen, Tibet, Jean-Claude Morchoisne, Ronald Searle, Fritz Behrendt, Patrice Ricord, Jean Mulatier, Steve Bell, Karl Meersman, Sebastian Krüger. Vrijwel iedere politieke cartoonist maakt karikaturen van bekende nationale en internationale politici.
Tijdens de jaren 80 werden in de Britse satirische poppenserie Spitting Image karikaturale poppen opgevoerd, die op beroemde politici en mediafiguren leken. Ook het Carnaval in Aalst maakt al decennialang reusachtige karikaturale poppen die bekende personen moeten voorstellen.
Soms vindt men in grote steden kunstenaars die ter plaatse van iedereen die ervoor betaalt een snelle karikaturale schets maken. Het Place du Tertre in Parijs is daarvan een voorbeeld.

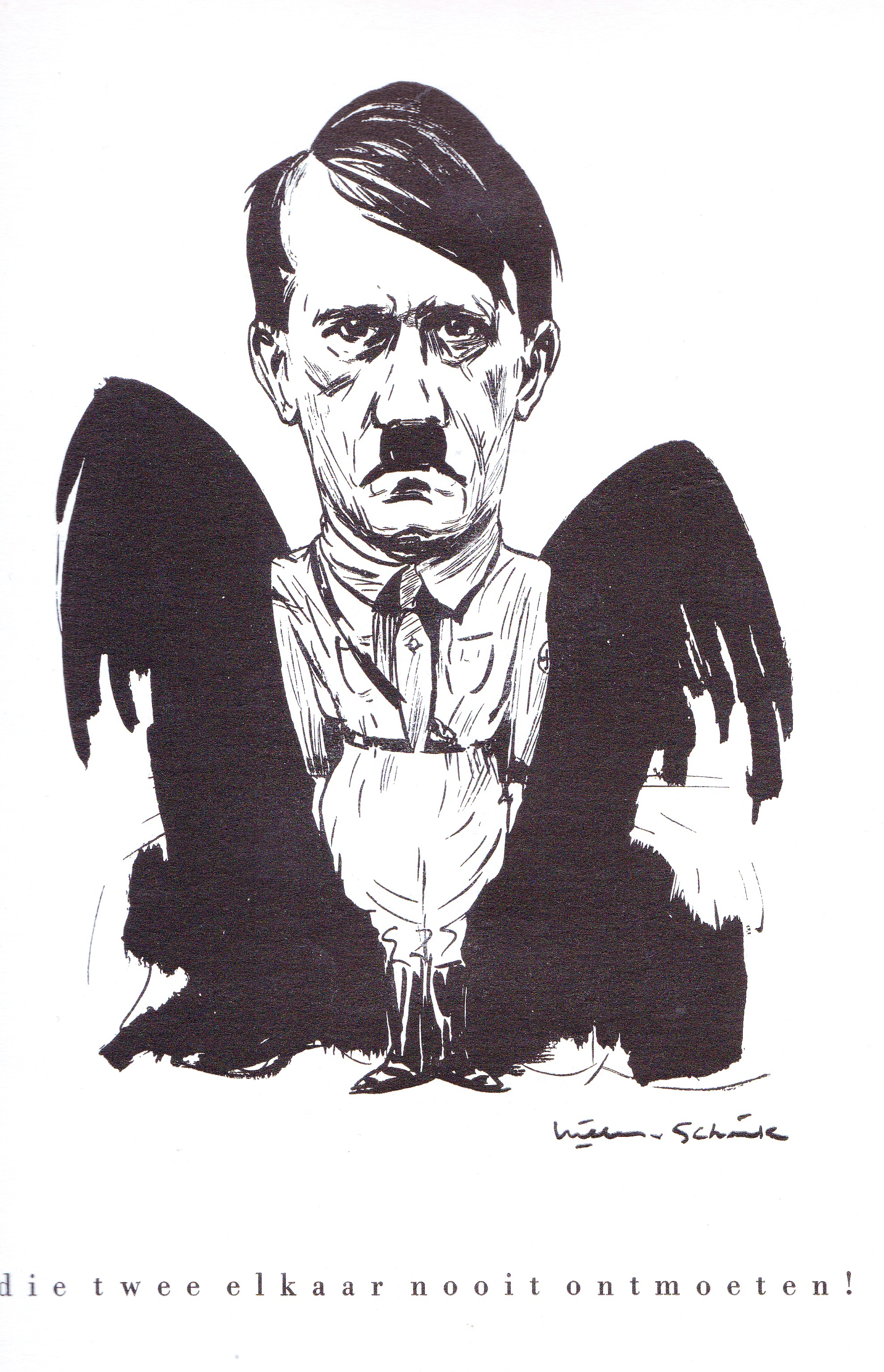
Karikatuur van Hitler door Willem van Schaik (1937)
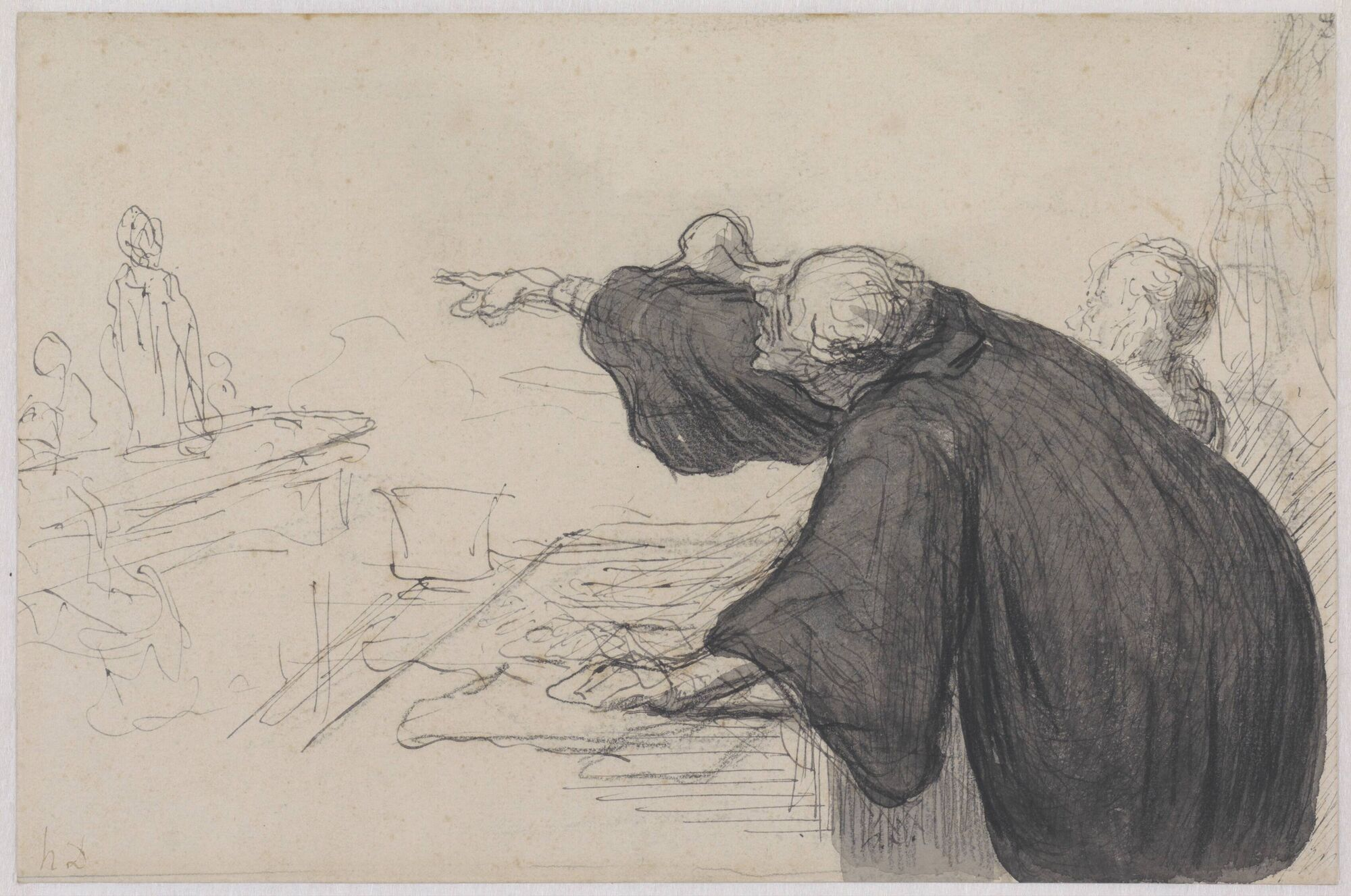
Het slotpleidooi Honoré Daumier c. 1860-1870 Museum Boijmans Van Beuningen
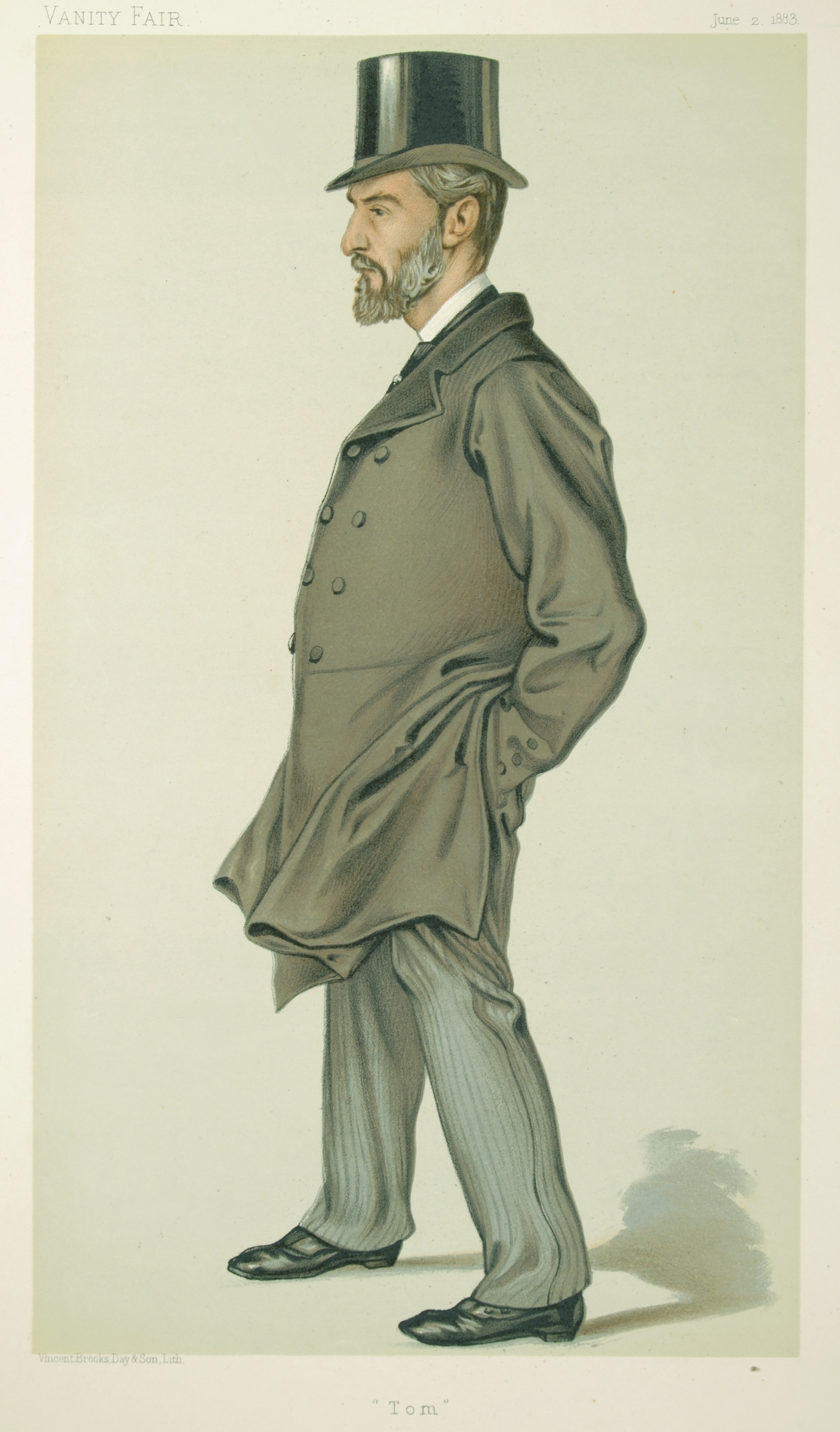
Thomas Thornhill door François Verheyden Vanity Fair van 2 juni 1883

## Soorten
- Snelkarikatuur: een karikatuur die in enige minuten wordt gemaakt, bijvoorbeeld een snelle indruk van een portret.
- Uitgewerkte karikatuur: een karikatuur die volledig uitgetekend is in details van lijnen, kleuren, of in zwart-wit met schaduwencontrasten, te vergelijken met een realistisch portret maar waarvan bepaalde details uitvergroot zijn.
- Karikatuur op verplaatsing: de karikaturist tekent op locatie grappige portretten van de aanwezigen.
- Digitale karikatuur: wordt bij voorkeur op tablet getekend, eventueel op verplaatsing.
- Beledigende, humoristische, satirische, politieke, kritische, hekelende karikaturen: naargelang de bedoeling en doelstelling van de kunstenaar.

## Andere, gelieerde betekenissen
- Het woord karikatuur wordt ook gebruikt voor een persoon of een ding met een gedrag dat sterk overdreven of stereotiep is.
- Karikatuur wordt ook wel als synoniem voor cartoon gebruikt.